# Пасленк
Пасленк (пољ. Pasłęk) град је у Пољској у Војводству варминско-мазурском. По подацима из 2012. године број становника у месту је био 12 421.

## Становништво
| 2012.  |
| ------ |
| 12 421 |

## Партнерски градови
- Ицехо, Курон